# Großer Preis von Monaco 1960
Der Große Preis von Monaco 1960 (offiziell XVIII Grand Prix Automobile de Monaco) fand am 29. Mai auf dem Circuit de Monaco in Monte Carlo statt und war das zweite Rennen der Automobil-Weltmeisterschaft 1960.

## Bericht

### Hintergrund

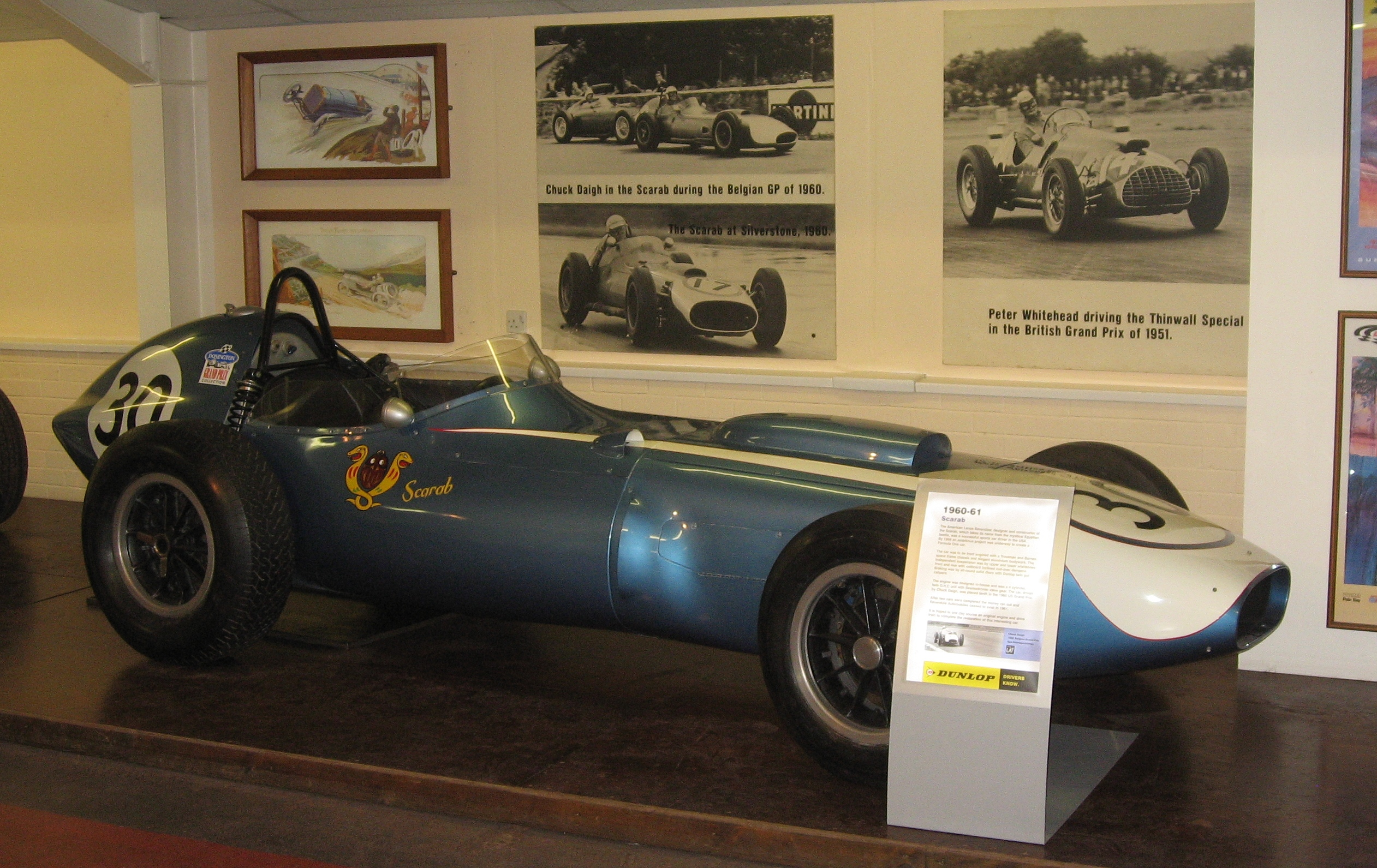
Debüt des Scarab Type 1

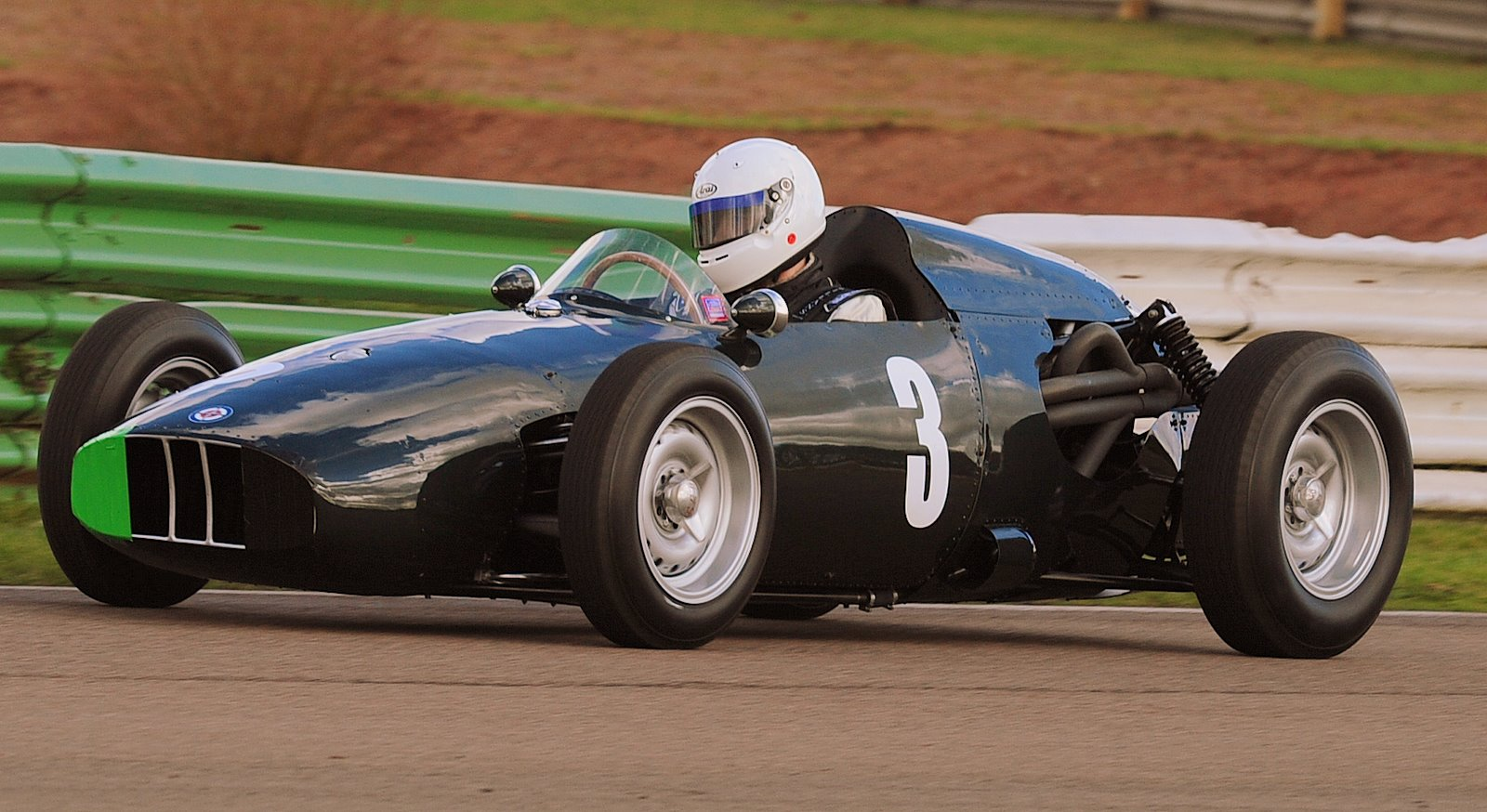
Erster Renneinsatz des BRM P48

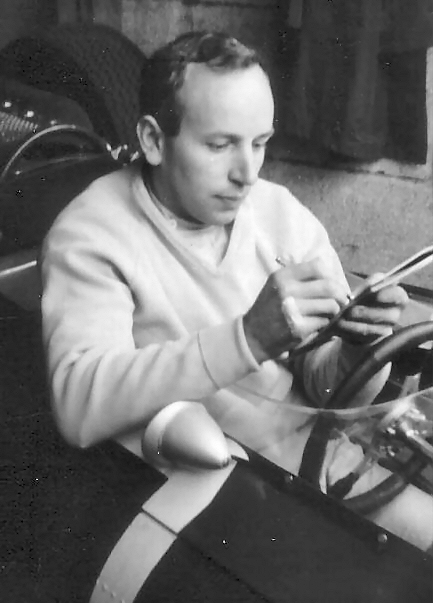
Debütrennen des Weltmeisters von 1964 – John Surtees

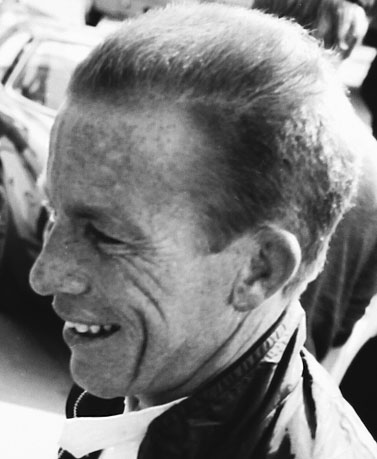
Debütrennen von Richie Ginther (Bild von 1966)

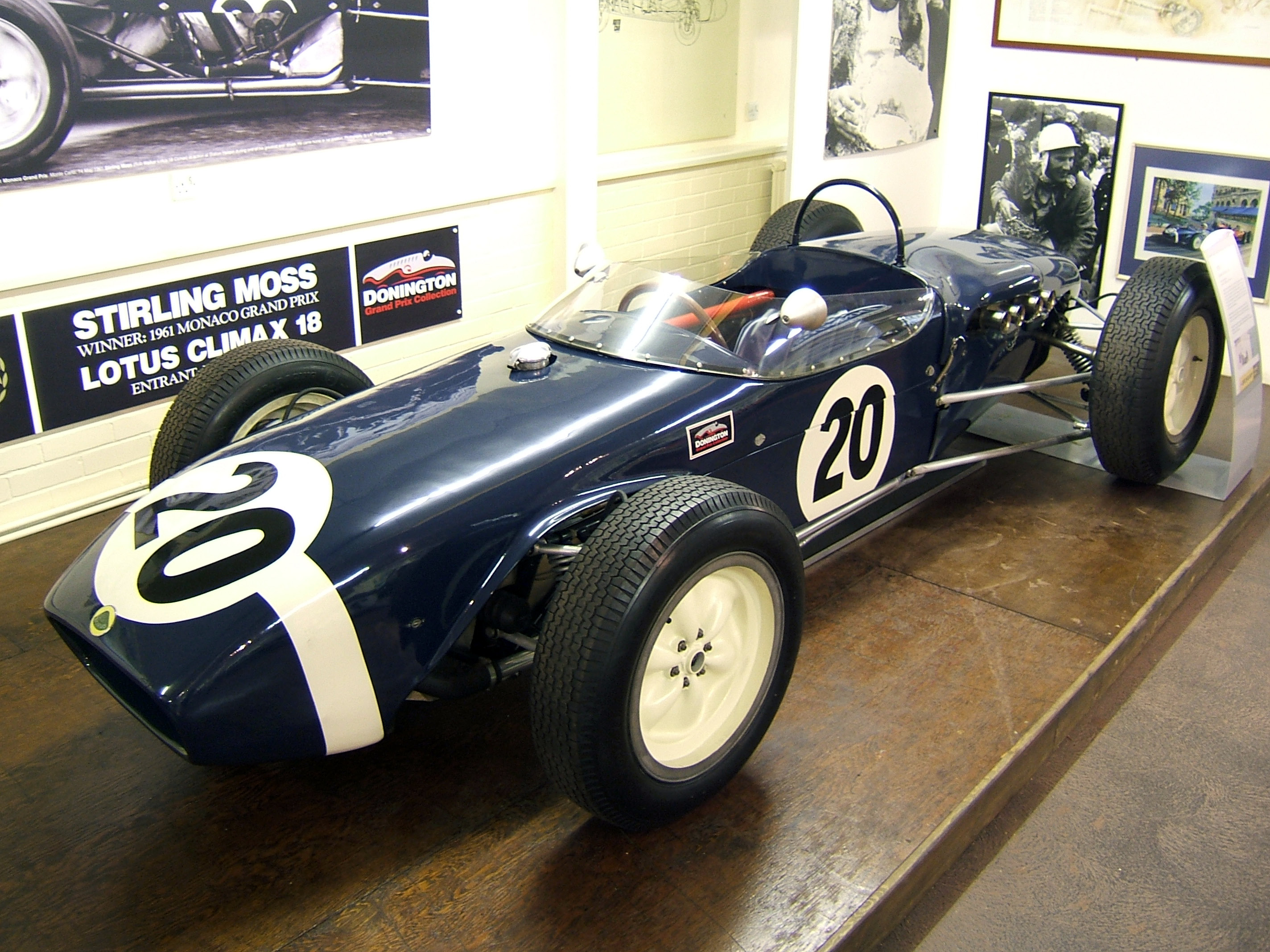
Lotus 18, der Siegerwagen von Stirling Moss beim Großen Preis von Monaco 1960

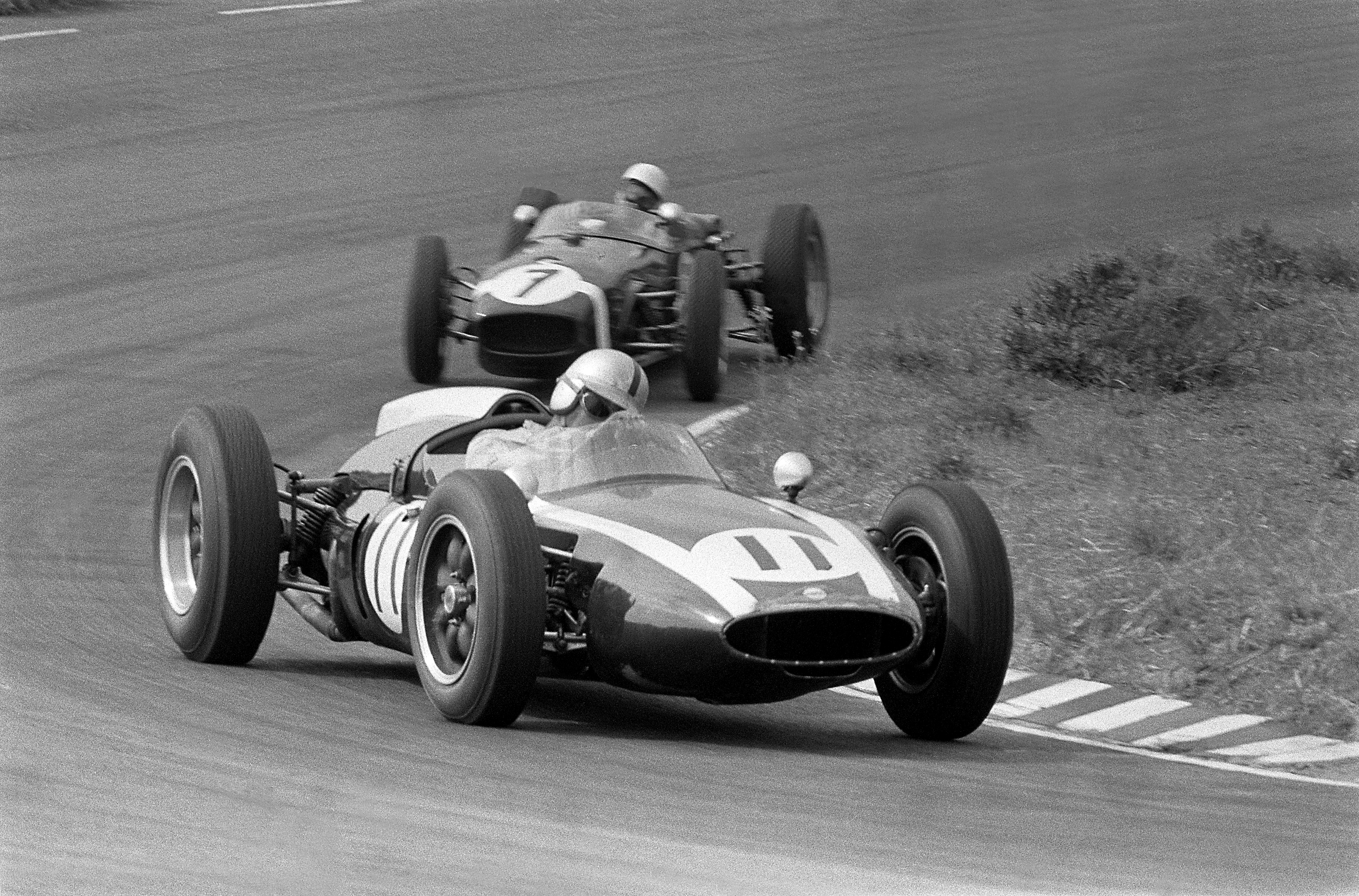
Debütrennen des Cooper T53 (Jack Brabham beim Großen Preis der Niederlande 1960)

Der Große Preis von Monaco fand einige Monate nach dem Saisonauftakt, dem Großen Preis von Argentinien 1960, statt und die Pause wurde von vielen Teams genutzt um ihren neuen Wagen fertig zu entwickeln. B.R.M. setzte bei seinen drei Fahrern den neuen BRM P48 ein, eine baugleiche Weiterentwicklung des BRM P25 mit dem einzigen großen Unterschied, dass der Motor hinter dem Fahrer positioniert war. Der Wagen blieb wie sein Vorgänger sehr unzuverlässig und nur wenige Punkteplatzierungen wurden im Laufe der Saison erzielt. Neben Graham Hill und Jo Bonnier verpflichtete B.R.M. Dan Gurney als neuen Stammfahrer, der bis zum Saisonende für das Team fuhr. Cooper-Climax verwendete zum ersten Mal in der Automobilweltmeisterschaft 1960 den neuen Cooper T53. Der Wagen war eine Weiterentwicklung des Cooper T51, hatte eine stärkere Motorisierung und war durch die flachere, schmalere und stromlinienförmigere Form konkurrenzfähiger auf den Hochgeschwindigkeitsstrecken als der Vorgängerwagen. Lotus setzte den Lotus 18, der bereits beim Saisonauftakt debütierte nun bei allen seinen Fahrern ein. Neben Innes Ireland und Alan Stacey setzte man einen dritten Wagen ein. John Surtees, späterer Weltmeister der Automobil-Weltmeisterschaft 1964 debütierte in der Automobilweltmeisterschaft und fuhr sein erstes Rennen für Lotus. Auch Ferrari versuchte vom Frontmotor auf Heckmotor umzustellen und entwickelte eine Spezialversion des Ferrari Dino 246F1, den 246P. Für den Umbau kaufte man einen Cooper und versuchte einige Designkonzepte auf den Ferrari Dino 246 zu übertragen. Der Wagen wurde bei seinem einzigen Einsatz von Richie Ginther gefahren, der spätere Grand Prix Sieger debütierte ebenfalls. Der von Ferrari gekaufte Cooper wurde im Rennen von Giorgio Scarlatti gefahren. Weitere Fahrer bei Ferrari auf dem Ferrari Dino 246 mit Frontmotor waren Cliff Allison, Phil Hill und Wolfgang Graf Berghe von Trips. Dies war das letzte Rennen von Allison für Ferrari. Durch einen schweren Trainingsunfall fiel er verletzungsbedingt den Rest der Saison aus und fuhr im darauffolgenden Jahr wieder einen Lotus.
Mit Scarab trat ein neues Team in der Automobilweltmeisterschaft an, der Wagen hatte einen Frontmotor und kam bei einigen Rennen 1960 zum Einsatz. Die beiden Fahrer Chuck Daigh und Lance Reventlow fuhren jeweils ihr erstes Formel-1-Rennen. Viele Fahrer versuchten sich in privaten Wagen für das Rennen zu qualifizieren. Das Rob Walker Racing Team fuhr mit Stirling Moss, wechselte jedoch das Fahrzeug aus. Statt einem Cooper T51 fuhr man ab diesem Rennen einen neuen Lotus 18. Moss war ebenfalls für Scarab gemeldet, entschied sich aber doch dazu für das RRC Walker Racing Team das Training und das Rennen zu bestreiten. Brian Naylor fuhr wie im Vorjahr seinen JBW Type 1, alle anderen dieser Fahrer den Cooper T51. Bruce Halford fuhr für Fred Tuck Cars, Roy Salvadori für High Efficiency Motors. Das Yeoman Credit Racing Team verpflichtete den Vizeweltmeister 1959, Tony Brooks sowie Debütant Chris Bristow. Giorgio Scarlatti und Gino Munaron teilten sich einen Wagen, die Scuderia Centro Sud fuhr mit Masten Gregory, Maurice Trintignant und Ian Burgess.
Mit Trintignant, Moss und Brabham nahmen drei ehemalige Sieger des Rennens am Grand Prix teil, bei den Konstrukteuren gewann Ferrari einmal und Cooper in den beiden vorangegangenen Jahren. In der Fahrerwertung führte Bruce McLaren vor Allison und Carlos Menditéguy. In der Konstrukteurswertung lag Cooper vor Ferrari und Lotus. Während alle anderen Teams Dunlop-Reifen verwendeten, setzte Scarab Goodyear-Reifen ein. Dies war das Debüt des Herstellers Goodyear in der Automobilweltmeisterschaft, der in den folgenden Jahrzehnten zu einem der erfolgreichsten Reifenproduzenten der Formel 1 wurde und bis zur Formel-1-Weltmeisterschaft 1997 in der Formel 1 vertreten war.

### Training
Moss dominierte erneut das Training und war eine Sekunde schneller als der Zweitplatzierte Jack Brabham auf Cooper. Dies war die fünfte Pole-Position in Folge für Moss und die erste für den Konstrukteur Lotus. Die zweite Startreihe wurde vom Yeoman Credit Racing Team belegt, Brooks qualifizierte sich auf den dritten Platz vor seinem Teamkollegen Bristow. Dahinter starteten die B.R.M. von Bonnier und Graham Hill. Fahrer des Lotus-Werksteams belegten die Ränge sieben, 13 und 15, Gurney auf Cooper wurde Vierzehnter und McLaren Elfter.
Für Ferrari zeigte sich im Training eine Verschlechterung der Leistung ihres Wagens. Graf Berghe qualifizierte sich auf Platz acht vor seinen Teamkollegen Ginther und Phil Hill. Der Ferrari 246P mit Heckmotor war also nicht schneller als die Variante mit Frontmotor. Überschattet wurde das Training von einem schweren Unfall, Allison kollidierte mit der aus Strohballen bestehenden Streckenbegrenzung und wurde bewusstlos in ein örtliches Krankenhaus gebracht. Seine lebensbedrohlichen Verletzungen überstand er und fuhr ein Jahr später wieder Rennen in der Automobilweltmeisterschaft. Für Ferrari bedeutete der Unfall jedoch den weiteren Verlust eines Teammitglieds. Bereits in den Jahren zuvor gab es bei Ferrari immer wieder schwere Unfälle mit Verletzungspausen oder mit tödlichem Ausgang, die Ferrari zwangen die Fahrerbesetzung zu ändern.
Das Starterfeld für den Großen Preis von Monaco war aus Sicherheitsgründen auf 16 Startplätze begrenzt, weshalb einige Fahrer nicht am Rennen teilnehmen durften. Neben den bereits genannten Fahrern gelang noch Salvadori und Trintignant die Qualifikation fürs Rennen; Munaron, Halford, Allison, Naylor, Gregory, Daigh, Scarlatti, Reventlow und Burgess qualifizierten sich nicht.

### Rennen
Das Startduell gewann Bonnier. Er übernahm die Führung des Rennens vor Brabham und Moss. Dahinter duellierten sich Brooks und Bristow um Position vier. In Monaco war es generell schwierig zu überholen, doch die Überlegenheit des Lotus auf dieser Rennstrecke gab Moss die Möglichkeit für Überholmanöver. In der fünften Rennrunde überholte Moss Brabham und lag damit wieder auf Position zwei, danach benötigte er einige Runden um auf Bonnier aufzuschließen, an dem er in Runde 17 vorbeiging. Trintignant fiel unterdessen in Runde vier mit Getriebeschaden aus, Bristow bei seinem Debütrennen in Runde 17 mit dem gleichen Defekt. Auch Surtees sah die Zielflagge bei seinem ersten Rennen nicht. Er stellte in der gleichen Runde seinen Lotus ab. Weitere Fahrzeuge von Cooper und Lotus hatten in den folgenden Rennrunden technische Defekte. Stacey schied auf Lotus aus, Salvadori wegen Überhitzung des Motors auf Cooper. Von den verbliebenen zehn Wagen auf der Strecke fielen im Anschluss weitere aus. Da die Fahrer jedoch mehr als die Hälfte der Renndistanz zurückgelegt hatten, wurden sie noch klassifiziert. Selbst Gurney, der nach 48 Runden des Rennens ausschied, wurde noch als Zehnter, mit 52 Runden Rückstand, gewertet.
Während Moss an der Spitze vor Bonnier führte, war der amtierende Weltmeister Brabham dahinter in einen Positionskampf mit Bonnier verwickelt. In Runde 20 überholte Brabham Bonnier, der in Runde 27 konterte. Anschließend gab es einen Wetterumschwung und es begann zu regnen. Brabham profitierte von der veränderten Witterung und überholte sowohl Bonnier als auch Moss in Runde 33. Der viertplatzierte Brooks drehte sich auf nasser Fahrbahn, vermied aber eine Berührung mit der Streckenbegrenzung und setzte das Rennen mit dem Verlust einiger Positionen fort. McLaren und Phil Hill duellierten sich daraufhin um den vierten Platz. Brabham drehte sich in Runde 40 ebenfalls von der Strecke und berührte die Mauer in der Sainte Devote. Er wurde daraufhin von den Streckenposten angeschoben, um das Rennen fortsetzen zu können, was zu einer nachträglichen Disqualifikation führte, da diese Art der fremden Hilfe verboten war. Dadurch führte wieder Moss vor Bonnier, McLaren und Phil Hill. Gurney, Ireland und Graf Berghe von Trips stellten ebenfalls ihre Wagen mit Defekten ab, wurden im Klassement aber noch gewertet.
In der sechzigsten Rennrunde kam Moss an die Box, um seinen Wagen reparieren zu lassen, was seinem Team gelang. Er kam hinter Phil Hill wieder auf die Strecke und überholte anschließend alle vor ihm positionierten Fahrer. Bonnier verlor seinen zweiten Platz durch einen Getriebeschaden, wodurch Moss vor McLaren und Phil Hill führte. Als Graham Hill in Runde 66 verunfallte, waren nur noch vier Fahrer auf der Strecke. Dies nutzten Gurney und Bonnier, die bereits ausgeschieden waren, um mit ihren beschädigten Wagen noch einmal auf die Strecke zu gehen, da die Positionen fünf und sechs noch Punkte brachten.
Moss gewann das Rennen und fuhr den ersten Sieg für den Konstrukteur Lotus ein. Er gewann nach 1956 zum zweiten Mal den Großen Preis von Monaco; für Lotus folgten weitere Siege in den folgenden Jahrzehnten auf dieser Strecke. McLaren wurde Zweiter, fuhr die schnellste Rennrunde und baute seinen Vorsprung in der Fahrerwertung aus. Mit 14 Punkten lag er nach zwei Saisonrennen vor Moss mit acht Punkten und Allison mit 6 Punkten. In der Konstrukteurswertung behielt Cooper die Führung vor Ferrari, Lotus kam auf Rang drei bis auf einen Punkt an Ferrari heran. Phil Hill komplettierte das Podium auf Platz drei, Brooks wurde mit einer Runde Rückstand Vierter. Auch Bonnier und Gurney wurden mit ihren beschädigten Wagen noch klassifiziert und erhielten Punkte für Rang fünf und sechs. Für Ginther war dies der erste Punkt im Debütrennen.

## Meldeliste
| Team                         | Nr. | Fahrer                         | Chassis            | Motor              | Reifen |
| ---------------------------- | --- | ------------------------------ | ------------------ | ------------------ | ------ |
| Reventlow Automobiles Inc.   | 0   | Stirling Moss                  | Scarab Type 1      | Scarab 2.4 L4      | G      |
| Reventlow Automobiles Inc.   | 46  | Chuck Daigh                    | Scarab Type 1      | Scarab 2.4 L4      | G      |
| Reventlow Automobiles Inc.   | 48  | Lance Reventlow                | Scarab Type 1      | Scarab 2.4 L4      | G      |
| Owen Racing Organisation     | 02  | Jo Bonnier                     | BRM P48            | BRM 2.5 L4         | D      |
| Owen Racing Organisation     | 04  | Dan Gurney                     | BRM P48            | BRM 2.5 L4         | D      |
| Owen Racing Organisation     | 06  | Graham Hill                    | BRM P48            | BRM 2.5 L4         | D      |
| Cooper Car Company           | 08  | Jack Brabham                   | Cooper T53         | Climax 2.5 L4      | D      |
| Cooper Car Company           | 10  | Bruce McLaren                  | Cooper T53         | Climax 2.5 L4      | D      |
| Fred Tuck Cars               | 12  | Bruce Halford                  | Cooper T51         | Climax 2.5 L4      | D      |
| High Efficiency Motors       | 14  | Roy Salvadori                  | Cooper T51         | Climax 2.5 L4      | D      |
| Yeoman Credit Racing Team    | 16  | Chris Bristow                  | Cooper T51         | Climax 2.5 L4      | D      |
| Yeoman Credit Racing Team    | 18  | Tony Brooks                    | Cooper T51         | Climax 2.5 L4      | D      |
| JB Naylor                    | 20  | Brian Naylor                   | JBW Type 1         | Maserati 2.5 L4    | D      |
| Team Lotus                   | 22  | Innes Ireland                  | Lotus 18           | Climax 2.5 L4      | D      |
| Team Lotus                   | 24  | Alan Stacey                    | Lotus 18           | Climax 2.5 L4      | D      |
| Team Lotus                   | 26  | John Surtees                   | Lotus 18           | Climax 2.5 L4      | D      |
| RRC Walker Racing Team       | 28  | Stirling Moss                  | Lotus 18           | Climax 2.5 L4      | D      |
| Scuderia Eugenio Castellotti | 30  | Giorgio Scarlatti              | Cooper T51         | Castellotti 2.5 L4 | D      |
| Scuderia Eugenio Castellotti | 30  | Gino Munaron                   | Cooper T51         | Castellotti 2.5 L4 | D      |
| Scuderia Ferrari             | 32  | Cliff Allison                  | Ferrari Dino 246F1 | Ferrari 2.4 V6     | D      |
| Scuderia Ferrari             | 34  | Richie Ginther                 | Ferrari Dino 246P  | Ferrari 2.4 V6     | D      |
| Scuderia Ferrari             | 36  | Phil Hill                      | Ferrari Dino 256F1 | Ferrari 2.4 V6     | D      |
| Scuderia Ferrari             | 38  | Wolfgang Graf Berghe von Trips | Ferrari Dino 256F1 | Ferrari 2.4 V6     | D      |
| Scuderia Centro Sud          | 40  | Masten Gregory                 | Cooper T51         | Maserati 2.5 L4    | D      |
| Scuderia Centro Sud          | 42  | Ian Burgess                    | Cooper T51         | Maserati 2.5 L4    | D      |
| Scuderia Centro Sud          | 44  | Maurice Trintignant            | Cooper T51         | Maserati 2.5 L4    | D      |

Anmerkungen
1. 1 2  Giorgio Scarlatti und Gino Munaron waren auf den Cooper mit der Startnummer 30 gemeldet, Scarlatti fuhr den Wagen im Training, qualifizierte sich jedoch nicht fürs Rennen.

## Klassifikationen

### Startaufstellung
| Pos. | Fahrer                         | Konstrukteur       | Zeit       | Ø-Geschwindigkeit | Start |
| ---- | ------------------------------ | ------------------ | ---------- | ----------------- | ----- |
| 01   | Stirling Moss                  | Lotus-Climax       | 1:36,3     | 117,57 km/h       | 01    |
| 02   | Jack Brabham                   | Cooper-Climax      | 1:37,3     | 116,36 km/h       | 02    |
| 03   | Tony Brooks                    | Cooper-Climax      | 1:37,7     | 115,89 km/h       | 03    |
| 04   | Chris Bristow                  | Cooper-Climax      | 1:37,7     | 115,89 km/h       | 04    |
| 05   | Jo Bonnier                     | B.R.M.             | 1:37,7     | 115,89 km/h       | 05    |
| 06   | Graham Hill                    | B.R.M.             | 1:38,0     | 115,53 km/h       | 06    |
| 07   | Innes Ireland                  | Lotus-Climax       | 1:38,2     | 115,30 km/h       | 07    |
| 08   | Wolfgang Graf Berghe von Trips | Ferrari            | 1:38,3     | 115,18 km/h       | 08    |
| 09   | Richie Ginther                 | Ferrari            | 1:38,6     | 114,83 km/h       | 09    |
| 10   | Phil Hill                      | Ferrari            | 1:38,6     | 114,83 km/h       | 10    |
| 11   | Bruce McLaren                  | Cooper-Climax      | 1:38,6     | 139,44 km/h       | 11    |
| 12   | Roy Salvadori                  | Cooper-Climax      | 1:38,7     | 114,71 km/h       | 12    |
| 13   | Alan Stacey                    | Lotus-Climax       | 1:38,9     | 114,48 km/h       | 13    |
| 14   | Dan Gurney                     | B.R.M.             | 1:38,9     | 114,48 km/h       | 14    |
| 15   | John Surtees                   | Lotus-Climax       | 1:39,0     | 114,36 km/h       | 15    |
| 16   | Maurice Trintignant            | Cooper-Maserati    | 1:39,1     | 114,25 km/h       | 16    |
| DNQ  | Bruce Halford                  | Cooper-Climax      | 1:39,6     | 113,67 km/h       | –     |
| DNQ  | Cliff Allison                  | Ferrari            | 1:39,7     | 113,56 km/h       | –     |
| DNQ  | Brian Naylor                   | JBW                | 1:40,3     | 112,88 km/h       | –     |
| DNQ  | Masten Gregory                 | Cooper-Maserati    | 1:41,6     | 111,44 km/h       | –     |
| DNQ  | Chuck Daigh                    | Scarab             | 1:46,7     | 106,11 km/h       | –     |
| DNQ  | Giorgio Scarlatti              | Cooper-Castellotti | 1:47,4     | 105,42 km/h       | –     |
| DNQ  | Lance Reventlow                | Scarab             | 1:48,5     | 104,35 km/h       | –     |
| DNQ  | Ian Burgess                    | Cooper-Maserati    | 1:49,1     | 103,78 km/h       | –     |
| DNQ  | Gino Munaron                   | Cooper-Castellotti | keine Zeit | –                 | –     |

### Rennen
| Pos. | Fahrer                         | Konstrukteur    | Runden | Stopps | Zeit        | Start | Schnellste Runde |
| ---- | ------------------------------ | --------------- | ------ | ------ | ----------- | ----- | ---------------- |
| 01   | Stirling Moss                  | Lotus-Climax    | 100    |        | 2:53:45,5   | 01    | 1:36,4           |
| 02   | Bruce McLaren                  | Cooper-Climax   | 100    |        | + 52,1      | 11    | 1:36,2           |
| 03   | Phil Hill                      | Ferrari         | 100    |        | + 1:01,9    | 10    | 1:37,6           |
| 04   | Tony Brooks                    | Cooper-Climax   | 99     |        | + 1 Runde   | 03    | 1:37,8           |
| 05   | Jo Bonnier                     | B.R.M.          | 83     |        | + 17 Runden | 05    | 1:37,8           |
| 06   | Richie Ginther                 | Ferrari         | 70     |        | + 30 Runden | 09    | 1:36,9           |
| 07   | Graham Hill                    | B.R.M.          | 66     |        | DNF         | 06    | 1:36,6           |
| 08   | Wolfgang Graf Berghe von Trips | Ferrari         | 61     |        | DNF         | 08    | 1:37,8           |
| 09   | Innes Ireland                  | Lotus-Climax    | 56     |        | + 44 Runden | 07    | 1:36,3           |
| –    | Dan Gurney                     | B.R.M.          | 48     |        | DNF         | 14    | 1:38,7           |
| –    | Roy Salvadori                  | Cooper-Climax   | 29     |        | DNF         | 12    | 1:38,8           |
| –    | Alan Stacey                    | Lotus-Climax    | 23     |        | DNF         | 13    | 1:39,5           |
| –    | Chris Bristow                  | Cooper-Climax   | 17     |        | DNF         | 04    | 1:38,2           |
| –    | John Surtees                   | Lotus-Climax    | 17     |        | DNF         | 15    | 1:39,0           |
| –    | Maurice Trintignant            | Cooper-Maserati | 4      |        | DNF         | 16    | 1:43,4           |
| DSQ  | Jack Brabham                   | Cooper-Climax   | 40     |        | –           | 02    | 1:37,9           |

## WM-Stände nach dem Rennen
Die ersten sechs des Rennens bekamen 8, 6, 4, 3, 2, 1 Punkte. Es zählten nur die sechs besten Ergebnisse aus zehn Rennen. In der Konstrukteurswertung zählten nur die Punkte des bestplatzierten Fahrers eines Teams.

### Fahrerwertung
| Pos. | Fahrer                         | Konstrukteur    | Punkte |
| ---- | ------------------------------ | --------------- | ------ |
| 01   | Bruce McLaren                  | Cooper-Climax   | 14     |
| 02   | Stirling Moss                  | Cooper-Climax   | 8      |
| 03   | Cliff Allison                  | Ferrari         | 6      |
| 04   | Phil Hill                      | Ferrari         | 4      |
| 05   | Carlos Menditéguy              | Cooper-Maserati | 3      |
| 06   | Tony Brooks                    | Cooper-Climax   | 3      |
| 07   | Wolfgang Graf Berghe von Trips | Ferrari         | 2      |
| 08   | Jo Bonnier                     | B.R.M.          | 2      |
| 09   | Innes Ireland                  | Lotus-Climax    | 1      |
| 10   | Richie Ginther                 | Ferrari         | 1      |
| 11   | Graham Hill                    | B.R.M.          | 0      |
| 12   | Maurice Trintignant            | Cooper-Climax   | 0      |
| 13   | Alberto Rodríguez Larreta      | Lotus-Climax    | 0      |
| 14   | José Froilán González          | Ferrari         | 0      |

| Pos. | Fahrer            | Konstrukteur  | Punkte |
| ---- | ----------------- | ------------- | ------ |
| 15   | Roberto Bonomi    | Cooper-Climax | 0      |
| 16   | Masten Gregory    | Porsche       | 0      |
| 17   | Gino Munaron      | Maserati      | 0      |
| 18   | Nasif Estéfano    | Maserati      | 0      |
| –    | Dan Gurney        | B.R.M.        | 0      |
| –    | Roy Salvadori     | Cooper-Climax | 0      |
| –    | Harry Schell      | Cooper-Climax | 0      |
| –    | Alan Stacey       | Lotus-Climax  | 0      |
| –    | Chris Bristow     | Cooper-Climax | 0      |
| –    | John Surtees      | Lotus-Climax  | 0      |
| –    | Jack Brabham      | Cooper-Climax | 0      |
| –    | Ettore Chimeri    | Maserati      | 0      |
| –    | Antonio Creus     | Maserati      | 0      |
| –    | Giorgio Scarlatti | Maserati      | 0      |

### Konstrukteurswertung
| Pos. | Konstrukteur    | Punkte |
| ---- | --------------- | ------ |
| 01   | Cooper-Climax   | 14     |
| 02   | Ferrari         | 10     |
| 03   | Lotus           | 9      |
| 04   | Cooper-Maserati | 3      |
| –    | B.R.M.          | 2      |
| –    | Porsche         | 0      |
| –    | Maserati        | 0      |